# Perminéralisation

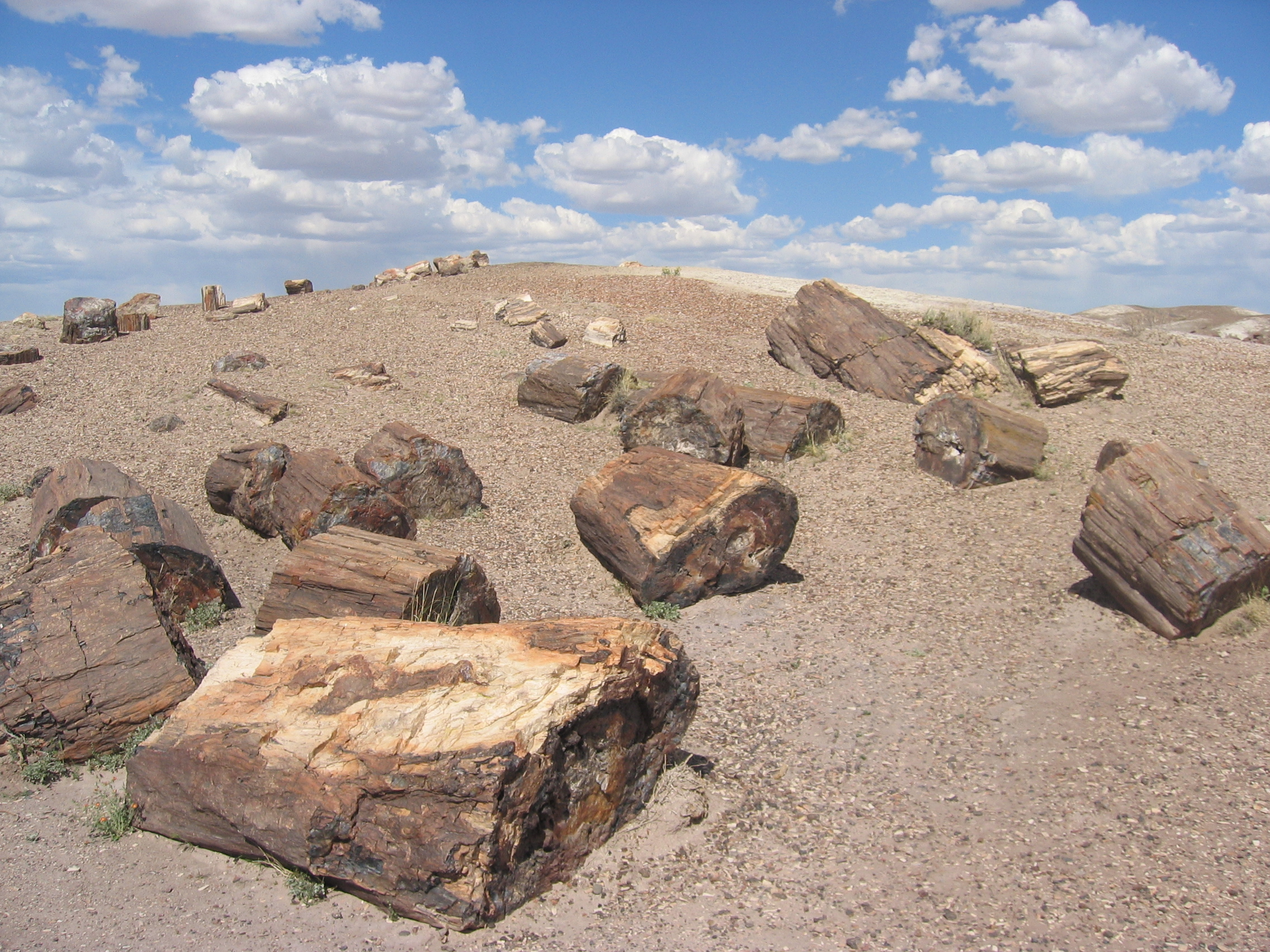
Photographie de bois pétrifié au parc national de Petrified Forest(États-Unis). Ces arbres ont été conservés par un processus de perminéralisation siliceux.

En géologie, la perminéralisation se produit après l'enfouissement, quand les espaces vides situés à l'intérieur d'un organisme (espaces remplis de liquide ou de gaz, quand il est en vie) se remplissent d'eaux souterraines riches en minéraux et que ces minéraux précipitent en comblant les espaces vides. Ce processus ne peut se produire que dans de très petits espaces, notamment au sein de la paroi cellulaire d'une cellule végétale. Une perminéralisation à petite échelle peut produire des fossiles avec de très nombreux détails. Pour que la perminéralisation se produise, il faut que l'organisme soit recouvert par les sédiments peu de temps après la mort ou peu après le début du processus de décomposition. La vitesse de dégradation des restes, une fois recouverts, détermine les futurs détails du fossile. Ainsi, alors que certains fossiles ne comprennent que des ossements ou des dents, d'autres contiennent des traces fossiles de peau, de plumes ou même de tissus mous.